# Эрсе (Франция)
Эрсе́ (фр. Ercé) — коммуна во Франции, находится в регионе Юг — Пиренеи. Департамент коммуны — Арьеж. Входит в состав кантона Уст. Округ коммуны — Сен-Жирон.
Код INSEE коммуны — 09113.

## Население
Население коммуны на 2008 год составляло 550 человек.
| 1962 | 1968 | 1975 | 1982 | 1990 | 1999 | 2008 |
| ---- | ---- | ---- | ---- | ---- | ---- | ---- |
| 1008 | 1012 | 990  | 750  | 566  | 532  | 550  |

## Экономика
В 2007 году среди 287 человек в трудоспособном возрасте (15—64 лет) 193 были экономически активными, 94 — неактивными (показатель активности — 67,2 %, в 1999 году было 63,5 %). Из 193 активных работали 164 человека (95 мужчин и 69 женщин), безработных было 29 (15 мужчин и 14 женщин). Среди 94 неактивных 14 человек были учениками или студентами, 45 — пенсионерами, 35 были неактивными по другим причинам.

## Достопримечательности
- Часовня св. Петра
- Часовня Calvaire
- Музей медведя